# Solenobia sauteri
Solenobia sauteri är en fjärilsart som beskrevs av Peter Hättenschwiler 1977. Solenobia sauteri ingår i släktet Solenobia och familjen säckspinnare. Inga underarter finns listade i Catalogue of Life.